# پرستاری سالمندان
پرستاری سالمندان (به انگلیسی: Geriatric nursing) یک تخصص در پرستاری است که به ارائه خدمات پرستاری به سالمندان و افراد پیر می‌پردازد.
عموماً سالمندی به بازه سنی بالای ۶۰ تا ۶۵ سال گفته می‌شود. این تغییر که با گذشت زمان حاصل می‌شود جنبه‌های مثبت و منفی زیادی دارد. امروزه در همه کشورها از جمله در ایران جمعیت سالمندی به صورت چشمگیری افزایش یافته‌است و به همین روی مراقبت از سالمند نیز اهمیت یافته‌است.

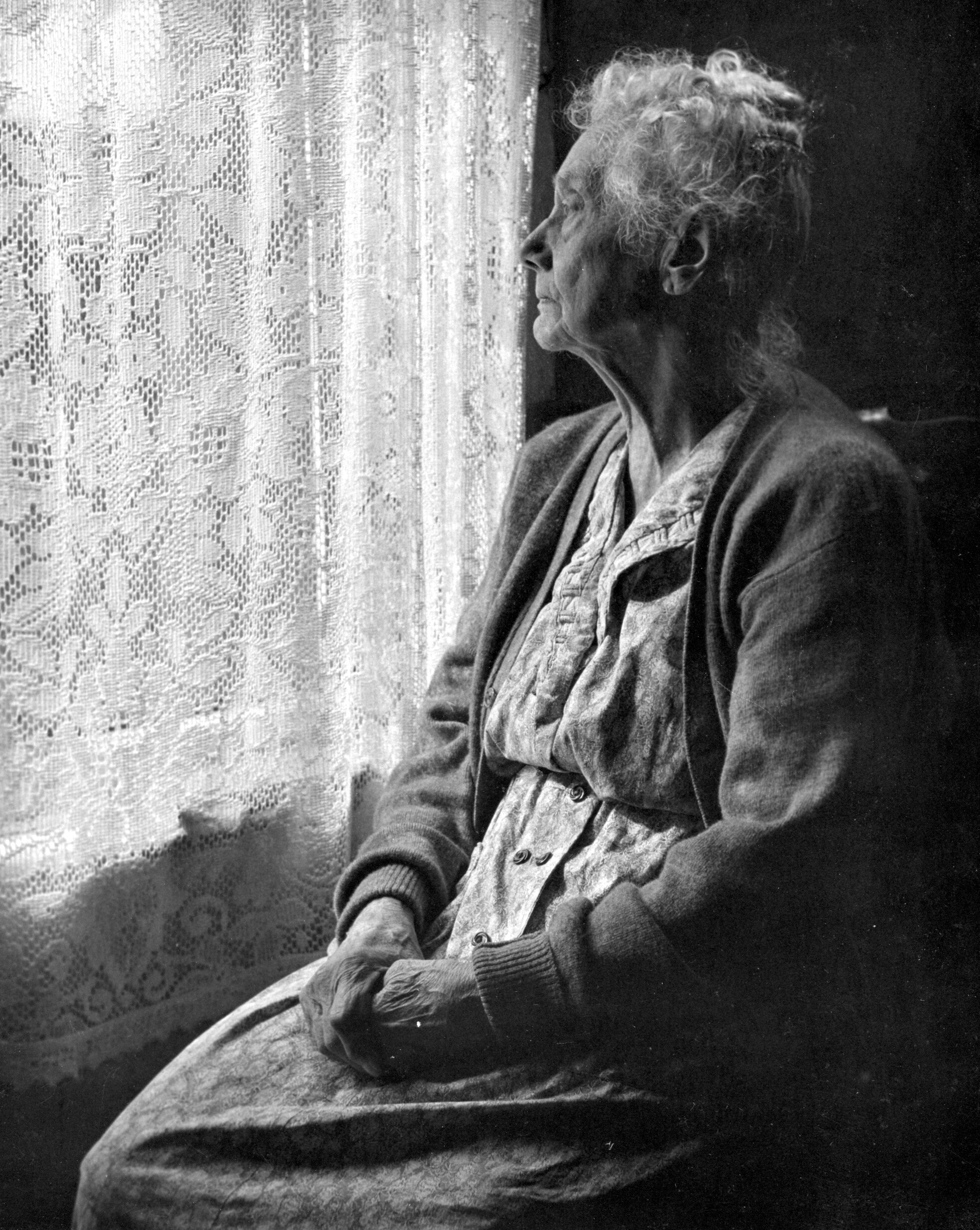
یک خانم سالمند.

درون کشورهای توسعه یافته جهان مشاهده می‌کنیم که خدمات پرستار منزل و مراقبتی از سالمندان به صورت کاملاً برنامه‌ریزی شده و علمی صورت می‌گیرد، فردی که به عنوان پرستار سالمند یا پرستار کودک در منازل مشغول به کار می‌شود به شرح وظایف خود مسلط است و قادر است خدمات خود را به صورت کاملاً اصولی ارایه کند. از دیگر جهت، آموزش‌هایی که پرستاران و مراقبین در چنین کشورهای در حال توسعه دیده‌اند باعث می‌شود خانواده سالمندان و کودکان به آن‌ها اعتماد لازم جهت سپردن امور سالمند خود را داشته باشند.
در ایران ارایه خدمات پرستاری و مراقبتی در منزل بیشینه طولانی ندارد و اگر پرستاران سابقه هم داشته باشد به صورت کاملاً سنتی بوده‌است، سال‌هاست که حرفه و ایده امور پرستار سالمند در منزل و مراقب سالمند در منزل به همین شکل در ایران رواج داشته و مشکلات متعددی را برای خانواده‌ها و پرستاران در پی داشته‌است.